# Пам'ятки архітектури Літинського району
У Літинському районі Вінницької області під охороною держави знаходиться 5 пам'яток архітектури і містобудування, усі — місцевого значення.
| Пор. №      | Найменування пам'ятки                    | Датування | Місцезнаходження             | Охорон-ний номер | Дата та № рішення взяття на облік        |
| ----------- | ---------------------------------------- | --------- | ---------------------------- | ---------------- | ---------------------------------------- |
| 1           | Гауптвахта /тюрма-фортеця/               | п.19 ст.  | смт. Літин вул. Кармелюка,5  | 322-М            | Розпорядження ОДА № 251 від 21.05.1996 р |
| с. Журавне  |                                          |           |                              |                  |                                          |
|             | Комплекс споруд церкви Різдва Богородиці | 18 ст.    | вул. Надії Курченко          | 323-М/0          | -//-                                     |
| 2           | Церква Різдва Богородиці                 | 1777 р.   | вул. Надії Курченко          | 323-М/1          | -//-                                     |
| 3           | Дзвіниця                                 | 18 ст.    | вул. Надії Курченко          | 323-М/2          | -//-                                     |
| 4           | Огорожа з брамою                         | 18 ст.    | вул. Надії Курченко          | 323-М/3          | -//-                                     |
| с. Уладівка |                                          |           |                              |                  |                                          |
| 5           | Будинок управителя                       | 1860 р.   | с. Уладівка вул. Заводська,1 | 323-М/4          | -//-                                     |
|             |                                          |           |                              |                  |                                          |